# Mannlicher M1893
El Mannlicher M1893 (o M93) es un fusil de cerrojo austrohúngaro, que fue el fusil estándar del Reino de Rumania desde 1893 hasta 1938. El fusil, junto a su predecesor de 1892, fueron los primeros fusiles de repetición ampliamente suministrados al Ejército rumano.

## Desarrollo

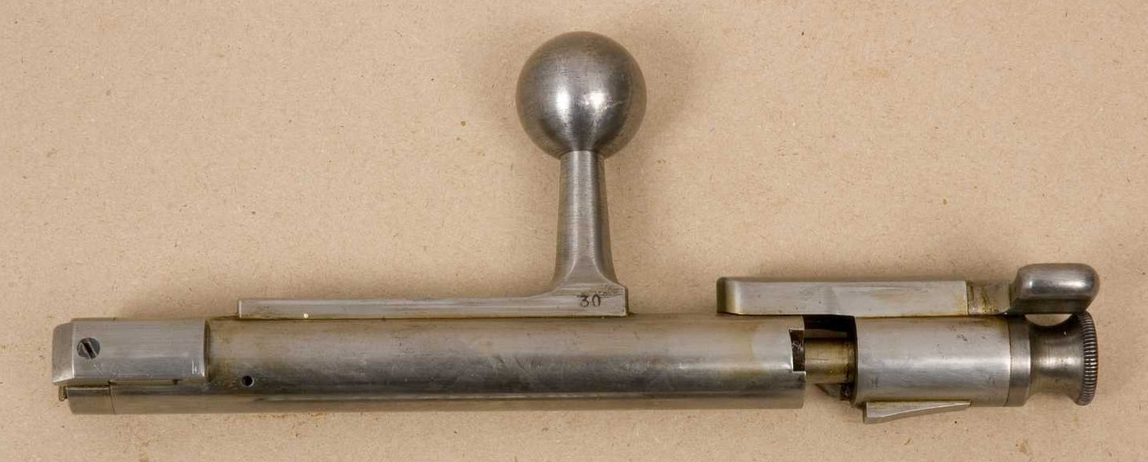
Cerrojo del Mannlicher M1893.

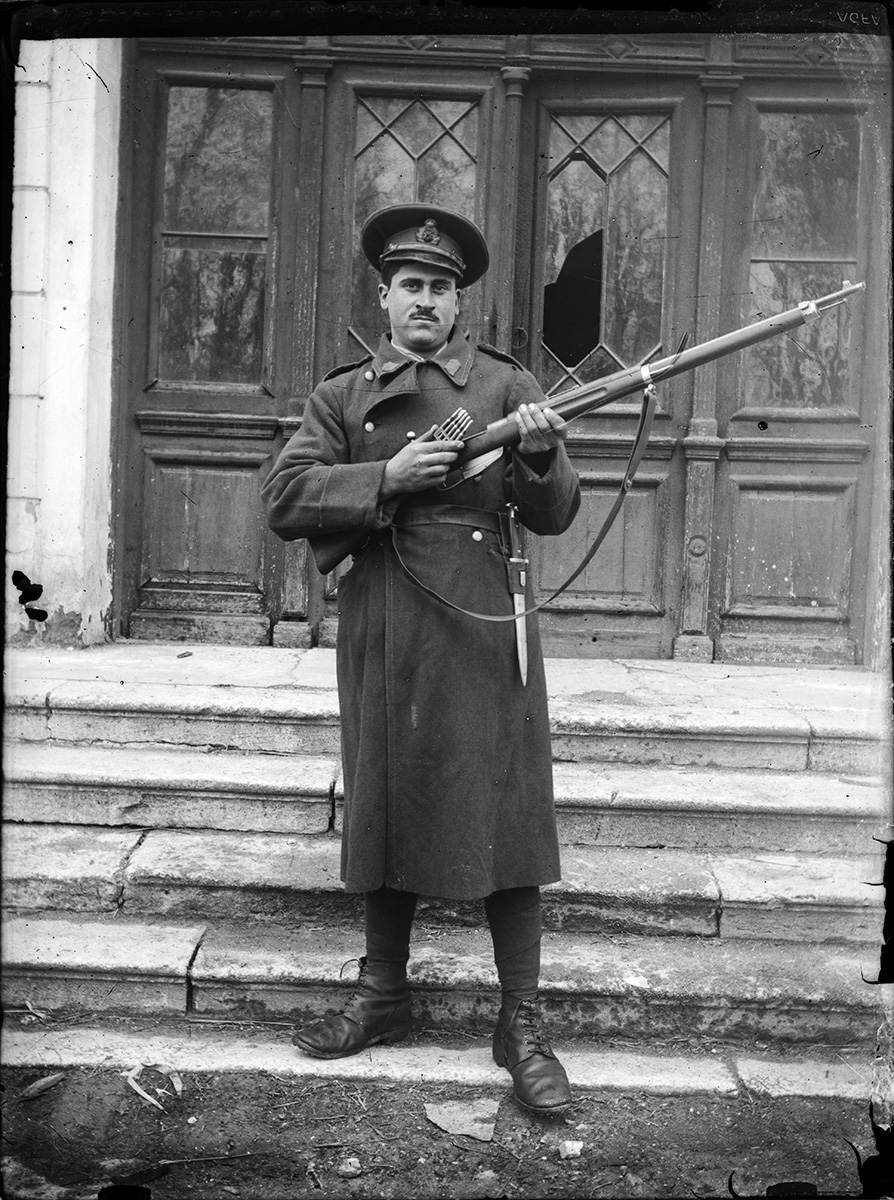
Soldado rumano con un Mannlicher M1893 y su bayoneta.

Hacia el año 1890, el Ejército rumano empezó a buscar un fusil de pequeño calibre que disparara cartuchos con pólvora sin humo para reemplazar a los fusiles de cerrojo levadizo Peabody-Martini-Henry M1879. Se dirigieron a la empresa Österreichische Waffenfabriksgesellschaft de Steyr, Imperio austrohúngaro, donde Otto Schönauer estaba modificando el fusil alemán Gewehr 1888. Después que Ferdinand Mannlicher modificara su sistema de alimentación mediante peine en bloque para que éste pueda introducirse en el depósito tanto por su lado superior como inferior, el fusil M1892 estuvo listo para ser probado por el Ejército rumano. Tras algunas mejoras mínimas, la variante final, el M1893, entró en producción. Al contrario del fusil austrohúngaro de cerrojo lineal Mannlicher M1895, el fusil rumano tenía un cerrojo convencional.
La adopción del fusil causó cierta controversia, a pesar de que el arma fue aprobada por el rey Carlos I, el General Budișteanu menospreció al fusil austrohúngaro llamándolo un baston (un bastón) y su calibre, más pequeño que el de otros fusiles Mannlicher, provocó dificultades en hallar pólvora compatible.
También se introdujo una carabina, que medía 980 mm de largo y tenía un cerrojo con la manija doblada hacia abajo. Fue empleada por unidades de Caballería y Artillería.

## Historia
En total se fabricaron 195.000 fusiles. Hasta 1914 se suministraron a Rumania 120.000 fusiles y 14.000 carabinas. Los fusiles restantes fueron suministrados a unidades del Ejército austrohúngaro al inicio de la Primera Guerra Mundial en su calibre original. Los fusiles que no estaban ensamblados fueron modificados para emplear el cartucho 8 x 50 R Mannlicher y suministrados a los soldados austrohúngaros. Durante la Primera Guerra Mundial, muchos fueron capturados durante la Campaña Rumana y empleados en su calibre original.

## Mannlicher M1896 portugués
El Reino de Portugal compró a la Steyr unos 12.500 fusiles y carabinas Mannlicher de 6,5 mm, algunos en 1896 para la Armada y la Caballería, y el resto en 1898 para la Artillería. Estos fusiles tienen estampado el monograma "CI", por Carlos I de Portugal. Los cartuchos 6,5 x 54 R al inicio fueron importados por Georg Roth A.G., de Viena y posteriormente fabricados en Portugal.
En 1946, unos cuantos centenares de fusiles Mannlicher M1896 portugueses fueron adaptados para disparar el cartucho .22 Long Rifle y usarse en entrenamiento.

## Usuarios
- Imperio austrohúngaro
- Alemania nazi
- Checoslovaquia
- España
- Portugal
- Rumania
- Yugoslavia